# ایژبردینو
ایژبردینو (انگلیسی: Izhberdino) یک شهرک در شهرستان کوگارچینسکی جمهوری باشقیرستان در کشور روسیه است.